# Ilene Chaiken

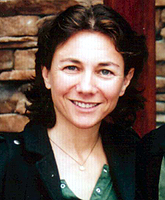
Ilene Chaiken

Ilene Chaiken (* 30. Juni 1957 in Elkins Park, Pennsylvania) ist eine US-amerikanische Regisseurin, Drehbuchautorin und Filmproduzentin.

## Leben
Chaiken war vor ihrer beruflichen Tätigkeit als Drehbuchautorin und Regisseurin für die Creative Artists Agency (CAA) in Los Angeles tätig. Als Drehbuchautorin schrieb und produzierte sie verschiedene Fernsehfilme und -serien. Mit der Fernsehserie The L Word – Wenn Frauen Frauen lieben schaffte sie den internationalen Durchbruch als Drehbuchautorin und Regisseurin. Sie ist auch an deren seit 2019 ausgestrahlten Fortsetzung The L Word: Generation Q beteiligt.
Chaiken lebt mit LouAnne Brickhouse in Kalifornien zusammen. Mit Miggi Hood, ihrer ehemaligen Lebensgefährtin, hat sie zwei Töchter.

## Filmografie (Auswahl)

### Regisseur
- 2007: The L Word – Wenn Frauen Frauen lieben (Fernsehserie)

### Produzent
- 1988: Satisfaction
- 1991–1992: Der Prinz von Bel-Air (Fernsehserie)
- 2004–2009: The L Word – Wenn Frauen Frauen lieben (Fernsehserie)
- 2010: The Real L Word
- 2014: Black Box (Fernsehserie)

### Drehbuchautor
- 1996: Barb Wire
- 2000: Dirty Pictures
- 2002: Damaged Care
- 2004–2007: The L Word – Wenn Frauen Frauen lieben (Fernsehserie)
- 2014: Black Box
- 2015–2017: Empire (Fernsehserie)
- 2019: The L Word: Generation Q (Fernsehserie)